# Bassopiano

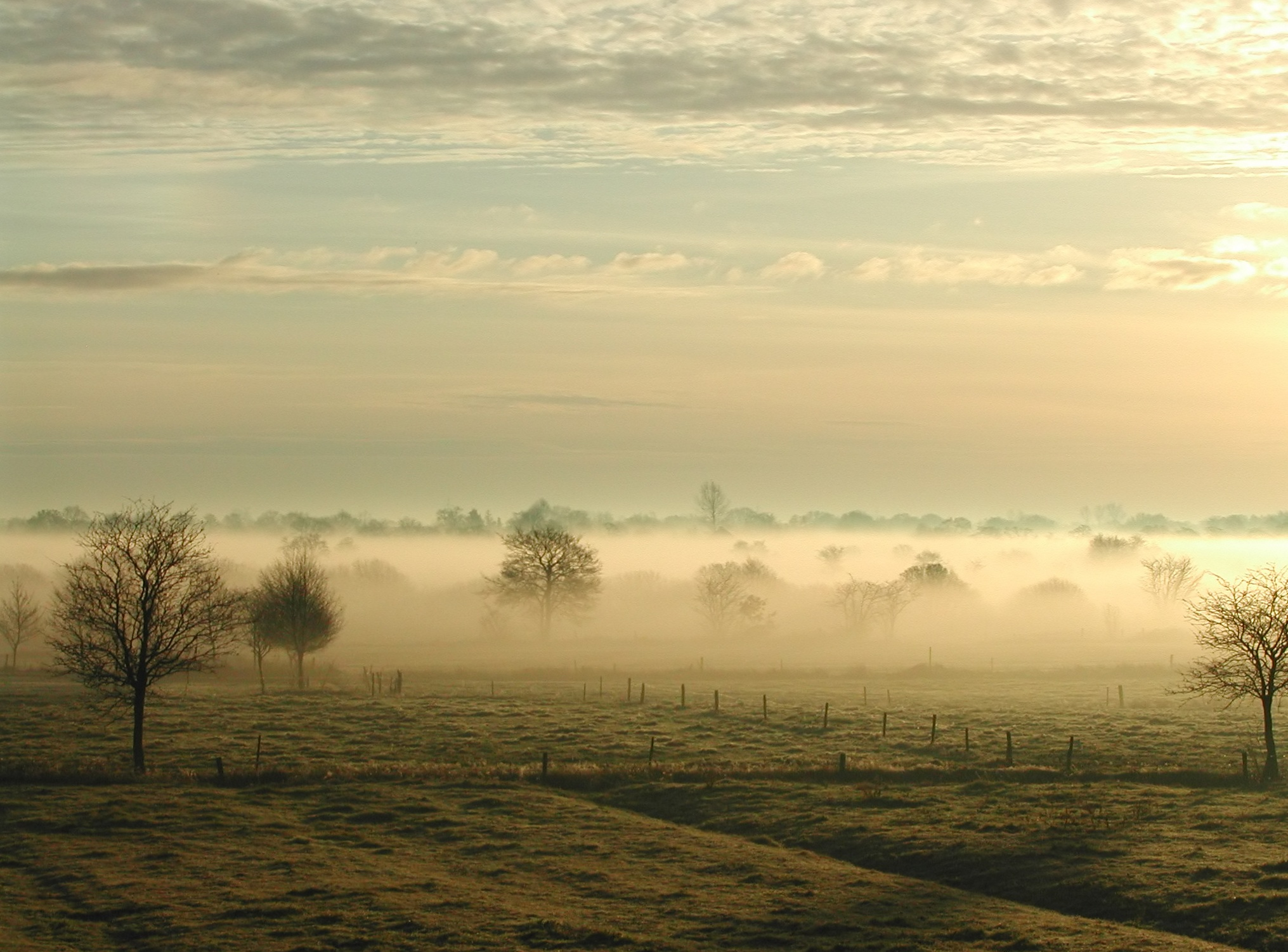
Bassopiano germanico

Il bassopiano è un'estesa regione pianeggiante ad un'altitudine non superiore a 300 m rispetto al livello del mare. La sua formazione può derivare dall'emersione dal fondale marino di una porzione di crosta terrestre i cui strati si sono mantenuti orizzontali oppure dallo spianamento di una regione montuosa operato dagli agenti atmosferici e divenuta di conformazione quasi pianeggiante.

## Descrizione

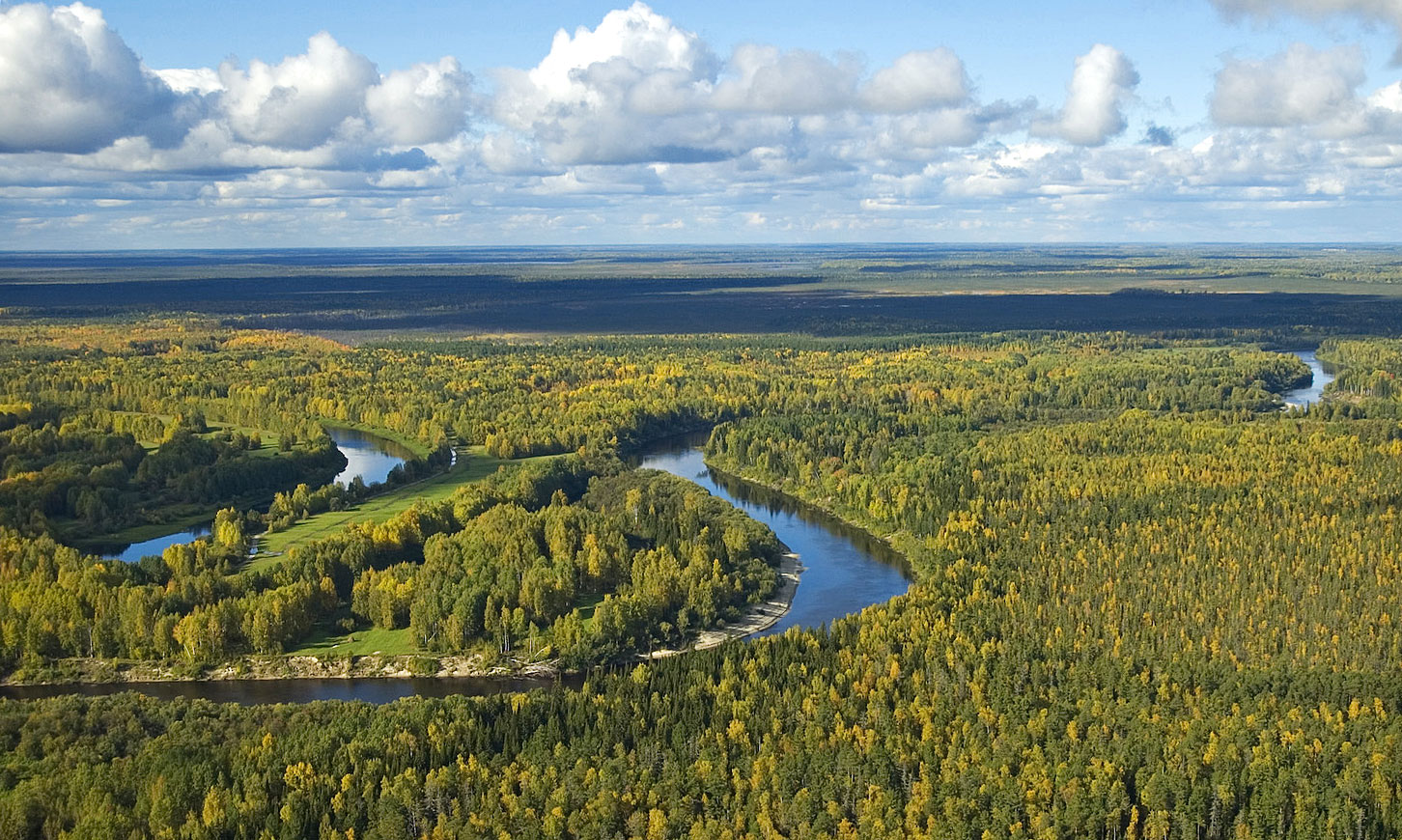
Bassopiano della Siberia occidentale

Tutti i più grandi bassopiani al mondo sono localizzati nel continente eurosiatico; ne sono esempi:
- Bassopiano germanico in Germania e Polonia
- Bassopiano sarmatico in Russia europea
- Bassopiano della Oka e del Don in Russia europea
- Bassopiano della Siberia occidentale in Russia asiatica
- Bassopiano della Siberia settentrionale in Russia asiatica
- Bassopiano della Jacuzia centrale in Russia asiatica
- Bassopiano della Kolyma in Russia asiatica
- Bassopiano della Zeja e della Bureja in Russia asiatica
- Bassopiano turanico in Asia centrale